# Route nationale 341
Die Route nationale 341, kurz N 341 oder RN 341 war von 1933 bis 1973 eine französische Nationalstraße, die von Boulogne-sur-Mer nach Arras verlief. Zwischen Thérouanne und Arras verläuft sie bis auf einzelne kurze Abschnitte wie mit einem Lineal gezogen. Bei diesen geraden Abschnitten handelt es sich um eine der Chaussées Brunehaut.